# 鄭健樂
鄭健樂（英語：Rocky Cheng Kin Lok，1967年7月26日—），香港男演員、主持及健身教練，現為無綫電視基本藝人合約藝員。

## 簡介
鄭健樂曾就讀培僑中學，1990年代開始從事健身行業，亦考獲了加拿大蒙特婁 International Federation of Body Building and Fitness（IFBB）Acadamy 健身課程文憑，曾擔任張學友及李蕙敏的私人教練，開設訓練營教授健身技巧。2005年，他參加《香港先生選舉》和奪得「健力組」冠軍，但在最後投票中因得票率不及「瀟灑組」冠軍高鈞賢，而未能成為香港先生總冠軍。他其後簽約成為無綫電視旗下藝員，至2010年10月為了照顧兩個患有自閉症的兒子而解約，並主要任職私人健身教練，2012年再回巢卻沒有底薪。2015年，他參演該台處境劇《愛·回家》裡「馬屈帆」一角，惟演技生硬而備受注目，更被網民揶揄。
2020年4月，鄭健樂求診時發現胃部感染幽門螺旋菌，需用一年時間治療和休養；同年3月底開始受新冠肺炎疫情影響，健身室四度被迫停業之餘，私人游泳教練工作也暫停。2021年，他與妻子辦理離婚手續期間，為了有穩定的收入養活兩個兒子而積極減磅，重啟演藝事業以拓展收入來源；同年8月在《Act to Reconnect 龐景峰慈善音樂首映》中重遇錢嘉樂，即獲對方邀請擔任教練以協助管理身形。

## 演出作品

### 電視劇（無綫電視）
| 首播       | 劇名              | 角色                              |
| 2006年     | 男人之苦          | 石克龍                            |
| 2006年     | 愛情全保          | Coffee                            |
| 2006年     | 鳳凰四重奏        | 網球教練（第21集）                |
| 2006年     | 鳳凰四重奏        | Edwin（第26集）                   |
| 2006年     | 肥田囍事          | 健身教練                          |
| 2007年     | 同事三分親        | James Jim                         |
| 2007年     | 學警出更          | 馬永光（奀仔）                    |
| 2007年     | 森之愛情          | 肌肉男（第6集）                   |
| 2007年     | 歲月風雲          | 駱 奇（Rocky）                    |
| 2007年     | 通天幹探          | 賣假參葺海味貨騙徒                |
| 2007年     | 強劍              | 應試者（第2集）                   |
| 2008年     | 師奶股神          | 梁東成                            |
| 2008年     | 東山飄雨西關晴    | 仲 文                             |
| 2008年     | 珠光寶氣          | 范禮奇（Frankie）                 |
| 2009年     | 學警狙擊          | 拆弹专家（第18集）                |
| 2009年     | 烈火雄心3         | 蕭振邦（震波）                    |
| 2009年     | 古靈精探B         | 金牌選手大匯演保鏢                |
| 2009年     | 巴不得爸爸...     | 拳 手（第3集）                    |
| 2009年     | 大冬瓜            | 朱育榮                            |
| 2010年     | 老公萬歲          | 城 城                             |
| 2010年     | 秋香怒點唐伯虎    | 義                                |
| 2012年     | 愛·回家 (第一輯)  | 女顧客丈夫（第19集）              |
| 2012年     | 愛·回家 (第一輯)  | Ben（第41集）                     |
| 2012年     | 巴不得媽媽...     | 員 工（第20集）                   |
| 2012年     | 雷霆掃毒          | 毒販手下（第10、11集）            |
| 2012年     | 法網狙擊          | Jim（第2集）                      |
| 2013年     | 老表, 你好嘢!     | 錢壯壯（第6集）                   |
| 2013年     | 初五啟市錄        | 龍哥手下（第5集）                 |
| 2013年     | 戀愛季節          | 打 手（第16集）                   |
| 2013年     | 情越海岸線        | 健身中心職員（第13集）            |
| 2013年     | 師父·明白了       | 獅                                |
| 2013年     | 衝上雲霄II        | 石 強（Rock）                     |
| 2013年     | 神鎗狙擊          | 毛向南（阿毛）                    |
| 2014年     | 單戀雙城          | Rocky 哥（第18集）                |
| 2014年     | 忠奸人            | 阿 松                             |
| 2014年     | 飛虎II            | 樊 波                             |
| 2014年     | 老表，你好hea！   | 大隻男（第5集）                   |
| 2014年     | 名門暗戰          | 虎（第3集）                       |
| 2014年     | 醋娘子            | 豬肉榮（第6集）                   |
| 2015年     | 宦海奇官          | 殺 手                             |
| 2015年     | 以和為貴          | 費潤發                            |
| 2015年     | 愛·回家 (第二輯)  | 馬屈帆                            |
| 2015年     | 陪著你走          | 火鍋店伙記                        |
| 2015年     | 無雙譜            | 大 臣                             |
| 2015年     | 東坡家事          | 錢                                |
| 2016年     | 純熟意外          | 收數佬（第8集）                   |
| 2017年     | 全職沒女          | 范泰騰                            |
| 2017年     | 雜警奇兵          | 陳景青（第1 - 3、18、20集）       |
| 2017年     | 誇世代            | 張國孝                            |
| 2017年至今 | 愛·回家之開心速遞 | 教 練（第125集）                  |
| 2017年至今 | 愛·回家之開心速遞 | Rocky（第472集）                  |
| 2017年至今 | 愛·回家之開心速遞 | 大漢（第1026集）                  |
| 2017年至今 | 愛·回家之開心速遞 | 街市檔主（第1398集）              |
| 2017年至今 | 愛·回家之開心速遞 | 蕭 生（第1455、1491、1731集）     |
| 2018年     | 逆緣              | 毛劍勝                            |
| 2020年     | 機場特警          | 特別任務連教官                    |
| 2020年     | 殺手              | 灰 熊                             |
| 2022年     | 美麗戰場          | 保 鏢                             |
| 2023年     | 黃金萬両          | 咕喱頭                            |
| 2023年     | 新四十二章        | 大學生                            |
| 2023年     | 法言人            | 余儉禮（Kim Sir）(第22-24、25集） |
| 2024年     | 異空感應          | 力                                |
| 2025年     | 奪命提示          | 裁 判（第7、8、10集）             |

### 電影
| 首映   | 電影名             | 角色     |
| 1986年 | 警贼兄弟           | 向东室友 |
| 1987年 | 最後一戰           |          |
| 1989年 | 傲氣雄鷹           |          |
| 1997年 | 算死草             | 陪審團   |
| 2012年 | 2012我愛HK喜上加囍 | 救生員   |
| 2016年 | 刑警兄弟           | 保 安    |

### 綜藝節目（無綫電視）
| 首播   | 節目名                | 備註                                              |
| 2006年 | 遊戲天王              | 主持之一                                          |
| 2006年 | 力王爭霸戰            | 主持之一                                          |
| 2007年 | 放學ICU               | 1月17日嘉賓 （唱聚童年時：健美先生 Rocky 鄭健樂） |
| 2008年 | 鐵甲無敵獎門人        | 第7、33集嘉賓                                     |
| 2010年 | 逐格鬥                | 第11集嘉賓                                        |
| 2010年 | 超級遊戲獎門人        | 第6集嘉賓                                         |
| 2012年 | 玩轉三周1/2           | 演出第9集（垃圾車王 Rocky）                       |
| 2013年 | 超級無敵獎門人 終極篇 | 第27集嘉賓                                        |
| 2014年 | 猩猩補習班            | 演出                                              |

### 電台節目
- 2010年6月4日：香港電台《全民格價》「五星級買賣 - 私人健身教練 Rocky」

### 廣告
| 年份   | 產品                                                               |
| 1985年 | 維多米                                                             |
| 1988年 | 香港生力啤酒廠「此時此地」（與周文健、陳治良）                     |
| 1988年 | 好味牌北方包點                                                     |
| 2005年 | 機電工程署「注意家電安全」                                         |
| 2012年 | Supplement Square「啞鈴臥推舉」                                    |
| 2015年 | Dance Union@Sunny Wong舞蹈學校「Rocky Sir 全方位 Bootcamp 訓練營」 |
| 2016年 | 香港公正行                                                         |
| 2017年 | 保柏香港「醫療卡 - 出院免找數」                                    |
| 2021年 | 凌速博覽有限公司「第14屆健康博覽」                                 |

## 曾獲獎項
| 年份   | 獎項                                     | 結果 |
| 1993年 | 「啟康杯」全港青年健美錦標賽 75Kg - 亞軍 | 獲獎 |
| 2005年 | 2005年香港先生選舉「健力組」冠軍         | 獲獎 |